# Окулов, Артём Максимович
Артём Макси́мович Оку́лов (род. 5 мая 1994, Чусовой, Пермская область) — российский тяжелоатлет, выступающий в весовых категориях до 85 кг и до 94 кг, призёр чемпионата Европы (2017), двукратный чемпион мира (2015, 2018), двукратный бронзовый призер чемпионатов мира (2013, 2014), пятикратный чемпион России (2014, 2017, 2022, 2024, 2025), трехкратный серебряный призер чемпионатов России (2013, 2015, 2016), серебряный призер Универсиады (2013), заслуженный мастер спорта России. В юношеском и юниорском возрастах выигрывал юношеские Олимпийские игры (2010), юношеский чемпионат мира (2011), юниорский чемпионат мира (2013), юниорский чемпионат Европы (2012), становился бронзовым призером юношеского чемпионата Европы (2009) и серебряным призером юниорского чемпионата мира (2012).

## Спортивная карьера

### Результаты выступлений
26 ноября 2015 года на проходящем в Хьюстоне чемпионате мира 2015 года по тяжелой атлетике стал чемпионом в весовой категории до 85 килограммов, показав в сумме результат 391 кг (176 кг в рывке и 215 кг в толчке).
В начале ноября 2018 года на чемпионате мира в Ашхабаде, российский спортсмен, в весовой категории до 89 кг., завоевал золотую медаль мирового первенства, сумев взять общий вес 372 кг. Выполняя упражнение толчок Артём показал лучший результат с весом на штанге 206 кг. 
В декабре 2021 года принял участие в чемпионате мира, который состоялся в Ташкенте. В весовой категории до 89 килограммов, Артём в упражнении толчок завоевал малую золотую медаль, подняв штангу весом 205 килограмм. В итоговом протоколе стал шестым с суммой 363 кг. 
В июле 2024 года на национальном чемпионате в Новосибирске в категории до 89 кг завоевал золотую медаль с результатом 361 кг по сумме двух упражнений. В упражнении толчок установил новый национальный рекорд — 206 кг.  
На чемпионате России в Санкт-Петербурге в 2025 году в категории до 89 кг завоевал чемпионский титул с результатом 351 кг по сумме двоеборья. В упражнении толчок стал также победителем. 
| Год  | Соревнование                   | Место проведения  | Весовая категория | Рывок  | Толчок    | Сумма двоеборья | Место |
| ---- | ------------------------------ | ----------------- | ----------------- | ------ | --------- | --------------- | ----- |
| 2009 | Чемпионат Европы среди юношей  | Эйлат             | до 69 кг          | 126 кг | 153 кг    | 279 кг          | 3     |
| 2010 | Юношеские Олимпийские игры     | Сингапур          | до 77 кг          | 145 кг | 182 кг    | 327 кг          | 1     |
| 2011 | Чемпионат мира среди юношей    | Лима              | до 85 кг          | 156 кг | 191 кг    | 347 кг          | 1     |
| 2011 | Чемпионат Европы среди юниоров | Бухарест          | до 85 кг          | 158 кг | 195 кг    | 353 кг          | 1     |
| 2012 | Чемпионат мира среди юниоров   | Антигуа-Гуатемала | до 85 кг          | 160 кг | 193 кг    | 353 кг          | 2     |
| 2013 | Чемпионат мира среди юниоров   | Лима              | до 85 кг          | 165 кг | 195 кг    | 360 кг          | 1     |
| 2013 | Чемпионат России               | Казань            | до 85 кг          | 160 кг | 196 кг    | 356 кг          | 2     |
| 2013 | Универсиада                    | Казань            | до 85 кг          | 168 кг | 203 кг    | 371 кг          | 2     |
| 2013 | Чемпионат мира                 | Вроцлав           | до 85 кг          | 172 кг | 209 кг    | 381 кг          | 3     |
| 2014 | Чемпионат России               | Грозный           | до 85 кг          | 173 кг | 200 кг    | 373 кг          | 1     |
| 2014 | Чемпионат мира                 | Алма-Ата          | до 85 кг          | 174 кг | 211 кг    | 385 кг          | 3     |
| 2015 | Чемпионат России               | Старый Оскол      | до 85 кг          | 170 кг | 206 кг    | 376 кг          | 2     |
| 2015 | Чемпионат мира                 | Хьюстон           | до 85 кг          | 176 кг | 215 кг    | 391 кг          | 1     |
| 2016 | Чемпионат России               | Владикавказ       | до 85 кг          | 168 кг | 210 кг    | 378 кг          | 2     |
| 2017 | Чемпионат России               | Чебоксары         | до 94 кг          | 168 кг | 198 кг    | 366 кг          | 1     |
| 2017 | Чемпионат Европы               | Сплит             | до 85 кг          | 165 кг | 212 кг    | 377 кг          | 2     |
| 2018 | Чемпионат мира                 | Ашхабад           | до 89 кг          | 166 кг | 206 кг    | 372 кг          | 1     |
| 2021 | Чемпионат России               | Ханты-Мансийск    | до 89 кг          | 150 кг | 191 кг    | 341 кг          | 2     |
| 2021 | Чемпионат мира                 | Ташкент           | до 89 кг          | 158 кг | 205 кг    | 363 кг          | 6     |
| 2022 | Чемпионат России               | Хабаровск         | до 89 кг          | 156 кг | 201 кг    | 357 кг          | 1     |
| 2024 | Чемпионат России               | Новосибирск       | до 89 кг          | 155 кг | 206 кг NR | 361 кг          | 1     |
| 2025 | Чемпионат России               | Санкт-Петербург   | до 89 кг          | 155 кг | 196 кг    | 351 кг          | 1     |